# Ziwaiu Island
Ziwaiu Island är en ö i Kenya.   Den ligger i länet Tana River, i den sydöstra delen av landet, 400 km öster om huvudstaden Nairobi.